# Palerm
|  | Per a altres significats, vegeu «Palermo». |

Palerm (en sicilià, Palermu; en italià i oficialment, Palermo) és la capital de Sicília i la cinquena ciutat d'Itàlia (675.801 habitants). L'àrea metropolitana conté una població d'1.483.471 habitants. Limita amb els municipis d'Altofonte, Bagheria, Belmonte Mezzagno, Ficarazzi, Isola delle Femmine, Misilmeri, Monreale, Torretta i Villabate.

## Història

### Primera època
Ponormos (en llatí Panormus) fou una de les principals ciutats de Sicília a la costa nord de l'illa, en una gran badia que és el modern golf de Palerm. Encara que el nom és grec, no fou colònia grega sinó que fou d'origen fenici. Quan l'extensió del poder grec va forçar els fenicis a concentrar els seus esforços en poques ciutats, van conservar les de Panormos, Mòtia i Solunt. La ciutat no és mai esmentada sota el seu nom fenici pels autors clàssics i cal pensar que Panormos era el nom que li donaven els grecs i no pas el seu nom original, que segons les monedes seria Machanath (equivalent a fortalesa).
No es coneix quan va passar de la sobirania de la ciutat fenícia fundadora cap a la de Cartago, però probablement fou vers la meitat del segle vi aC, quan les ciutats fenícies van passar a mans de Pèrsia. El nom Panormos apareix esmentat per primer cop el 480 aC, quan hi va desembarcar Hamílcar amb un poderós exèrcit cartaginès i la va convertir en quarter general, abans d'avançar cap a Hímera. Amb el temps fou considerada la capital cartaginesa de Sicília.
Durant el setge de Mòtia, el 397 aC, fou una de les poques ciutats que va romandre lleial als cartaginesos. El 383 aC és esmentada una altra vegada com a principal quarter militar dels cartaginesos. Mai no fou conquerida ni per Dionís el vell ni per Agàtocles.
El 276 aC Pirros, després de sotmetre tota l'illa dominada pels cartaginesos tret de Lilibèon i Panormos, va atacar aquesta darrera i la va conquerir, però els cartaginesos la van reconquerir aviat i la posseïen al començament de la Primera Guerra Púnica, el 264 aC, quan una vegada més fou la seva capital a l'illa i seu de la seva flota, però fou conquerida sense gaires problemes pels cònsols Atili Calatí i Gneu Corneli Escipió Asina el 254 aC. Des de llavors fou una de les principals bases romanes. Sota les muralles de la ciutat Àsdrubal fou derrotat per Luci Cecili Metel el 250 aC en una de les principals batalles de la guerra; els romans van mantenir-hi una prolongada lluita contra Amílcar Barca, que s'havia apoderat d'un puig fortificat anomenat Hercte, a uns 3 km de la ciutat i s'hi va mantenir tres anys tot i els esforços romans per expulsar-lo.
Sota els romans, Panormos va esdevenir ciutat lliure i immune. Derrotat Sext Pompeu, la ciutat, la qual li havia donat suport, va perdre la seva condició de lliure i va rebre una colònia romana (Colonia Augusta Panormitanorum), segons Dió Cassi l'any 20 aC; la condició de colònia està testimoniada també per Estrabó i per monedes, però Plini el Vell no s'hi refereix a la seva llista de colònies romanes fundades per August a Sicília, on l'esmenta com a municipi ordinari. Sota Vespasià va rebre una nova colònia i una altra encara  sota Hadrià.
Va conservar la seva importància i prosperitat durant tot l'imperi. Va caure en mans dels ostrogots, com la resta de Sicília, i en fou recuperada per Belisari el 535.

### Emirat
Els romans d'Orient van conservar Palerm fins al 831 quan, després d'un curt setge, va caure a mans dels sarraïns (agost/setembre), que la van convertir en capital de les seves possessions, dependents dels aglàbides i després dels fatimites. Els governadors van tenir residència a la ciutat. El 900 Abd Allah ben Ibrahim ben Aghlab fou enviat pel seu pare, Abu Ishak Ibrahim II ben Ahmad (875-902), a intervenir a l'illa, que s'havia separat de l'obediència aglàbida. A la caiguda dels aglàbides, se'n va tornar a separar i hi fou enviat Abu Said (916), que, a les ordes del Abu Muhammad Ubayd Allah al-Mahdi Billah (909-934), hi va construir la fortalesa de la Khalisa (coneguda com a Calsa). El 948 el governador fatimita al-Hasan ibn Ali al-Kalbi va establir la dinastia kalbita sota nominal sobirania fatimita. La dinastia va acabar el 1053, quan el darrer emir Samsam fou expulsat pels zírides i la ciutat es va regir per la seva djamaa o assemblea a manera de República, mentre a la resta del país van sorgir altres emirats independents: Catania (1040-1055, després a l'emirat de Siracusa), Kasr Yanni o Enna (1040-1087), Noto (1085-1091) i Siracusa (1053-1085).
Entre 1055 i 1068 va estar sota dependència de l'emir de Siracusa, però Yusuf ibn Abd Allah va restablir-ne la independència. El gener del 1072 va passar als normands després d'un setge de cinc mesos. Els normands van tolerar-hi la presència d'àrabs i la religió musulmana durant els primers regnats, però més tard la situació va empitjorar: s'esmenta almenys un pogrom antimusulmà el 1161, i se sap que la situació era insostenible el 1190; després d'això la comunitat musulmana va desaparèixer com a tal.

### Governadors aglàbides de Palerm i Sicília
- Abu Abdallah Asad ibn Furat ibn Sinan: 827–828
- Muhammad ibn al-Jawari: 828–829
- Zuhair ibn Ghauth: 829–830
- Asbagh ibn Wakir, Farghlush: 830
- Uthman ibn Qurhub: 830-832
- Abu Fihr Muhammad ibn Abdallah ibn al-Aghlab: 832–851
- al-Fadl ibn Yakub: 835
- Abu l-Aghlab Ibrahim ibn Abdallah: 835–851
- Abdullah ibn al-Abbas ibn Fadl ibn Yakub ibn Fazara: 851–861
- Ahmad ibn Yakub ibn Fazara: 861–862
- Abdallah ibn Abbas ibn al-Fadl: 862
- Khafaja ibn Sufyan ibn Sawada ibn Sufyan ibn Salim: 862–869
- Muhammad ibn Khafaja: 869–871
- Muhammad ibn Abi Husayn: 871
- Rabah ibn Yakub ibn Fazara: 871
- Abu l Abbas ibn Yakub ibn Abdallah: 871
- Abdallah ibn Yakub: 871
- Ahmad ibn Yakub ibn Mudha ibn Sawada ibn Sufyan ibn Salim: 872
- al-Husayn ibn Rabah ibn Fazara: 872
- Abu Abbas Abdallah ibn Muhammad ibn Abd Allah ibn al-Aghlab: 873
- Habbashi Abu Malik Ahmad ibn Yakub Umar ibn Abd Allah ibn Ibrahim I ibn al-Aghlab: 873–875
- Djafar ibn Muhammad ibn Khafaja: 875–878
- Khurj al-Ruuna al-Aghlab ibn Muhammad ibn al-Aghlab (usurpador): 878
- Husayn ibn Rabah: 878–881 (segona vegada)
- Hasan ibn Abbas: 881–882
- Muhammad ibn Fadl: 882–884/885
- al-Husayn ibn Ahmad: 884/885
- Sawada ibn Muhammad ibn Khajafa: 885–887
- Abu l-Abbas ibn Ali (usurpador): 887-890
- Sawada ibn Muhammad ibn Khajafa (segona vegada): 886–892
- Muhammad ibn Fadl (segona vegada): 892–898
- Desconegut: 898-900
- Abd Allah ben Ibrahim ben Aghlab: 900
- Abu Malik Ahmad ibn Umar ibn Abd Allah: 900
- Abu l-Abbas Abd Allah ibn Ibrahim II (emir de Tunis, 902-903): 900–902
- Ibrahim (II) ibn Ahmad ibn al-Aghlab (emir de Tunis, 875-902): 902
- Abu Mudar Ziyada Allah ibn Abi al-Abbas (emir de Tunis, 903-909): 902–903
- Muhammad ibn as-Sarqusi: 903
- Ali ibn Muhammad ibn Abi Fawaris: 903
- Ahmad ibn Abi Husayn ibn Rabah: 903–909
- Ali ibn Muhammad ibn Abi Fawaris (segona vegada): 909-910

### Governadors fatimites de Palerm i Sicília
- Hasan ibn Ahmad ibn Ali ibn Koleib, anomenat Ibn Abi Khinzir: 910–912
- Khalil ibn Ishaq: 912
- Ali ibn Umar Balawi: 912–913
- Ahmad ibn Ziyadat Allah ibn Qurhub: 913–916
- Abu Said Musa ibn Ahmad, called al-Dhaif: 916–917
- Salim ibn Asad ibn Rashid al-Kutami: 917–937
- Abu l-Abbas Khalil ibn Ishaq ibn Werd: 937–944
- Ibn Attaf al-Azdi: 944–946
- Muhammad ibn Ashat: 946–947
- Ibn Attaf al-Azdi (segona vegada): 947–948

### Emirs kalbites de Palerm i Sicília
- Hasan I (al-Hasan ibn Ali al-Kalbi): 948-954
- Ahmad I: 954-969
- Ali: 969-982
- Djabir: 982-983
- Djafar I: 983-985
- Abd Allah: 985-986
- Yusuf: 986-998
- Djafar: 998-1019
- Ahmad II al-Akhal: 1019-1036
- Abd Allah: 1036-1040 (de la família dels zírides)
- Hasan II as-Samsam: 1040-1053
- República: 1053-1072

### Delseglexiiialxx
Amb l'illa de Sicília, Palerm va passar als Anjou i el 1282, als catalans sota el domini dels quals va viure la fracassada revolta d'Andrea Chiaramonte en 1392. Ha estat sempre un lloc de trànsit mercantil i comercial. Palerm ha conservat el testimoni de la cultura de tots els seus conqueridors: cartaginesos, romans, romans d'Orient, àrabs, normands, catalanoaragonesos, espanyols o austríacs, que van anar deixant la seva petja en la ciutat.

## Monuments i llocs d'interès

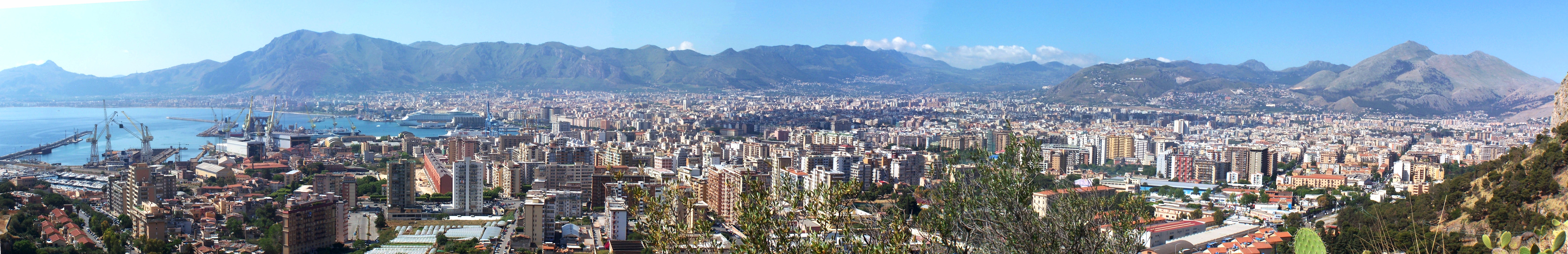
Vista panoràmica de Palerm des del Monte Pellegrino.

Conflueixen a Palerm diferents estils artístics: medieval, barroc, nord-africà, nord-europeu... Malgrat totes aquestes diferents influències, és una ciutat que ha conservat la seva pròpia identitat.

### Esglésies

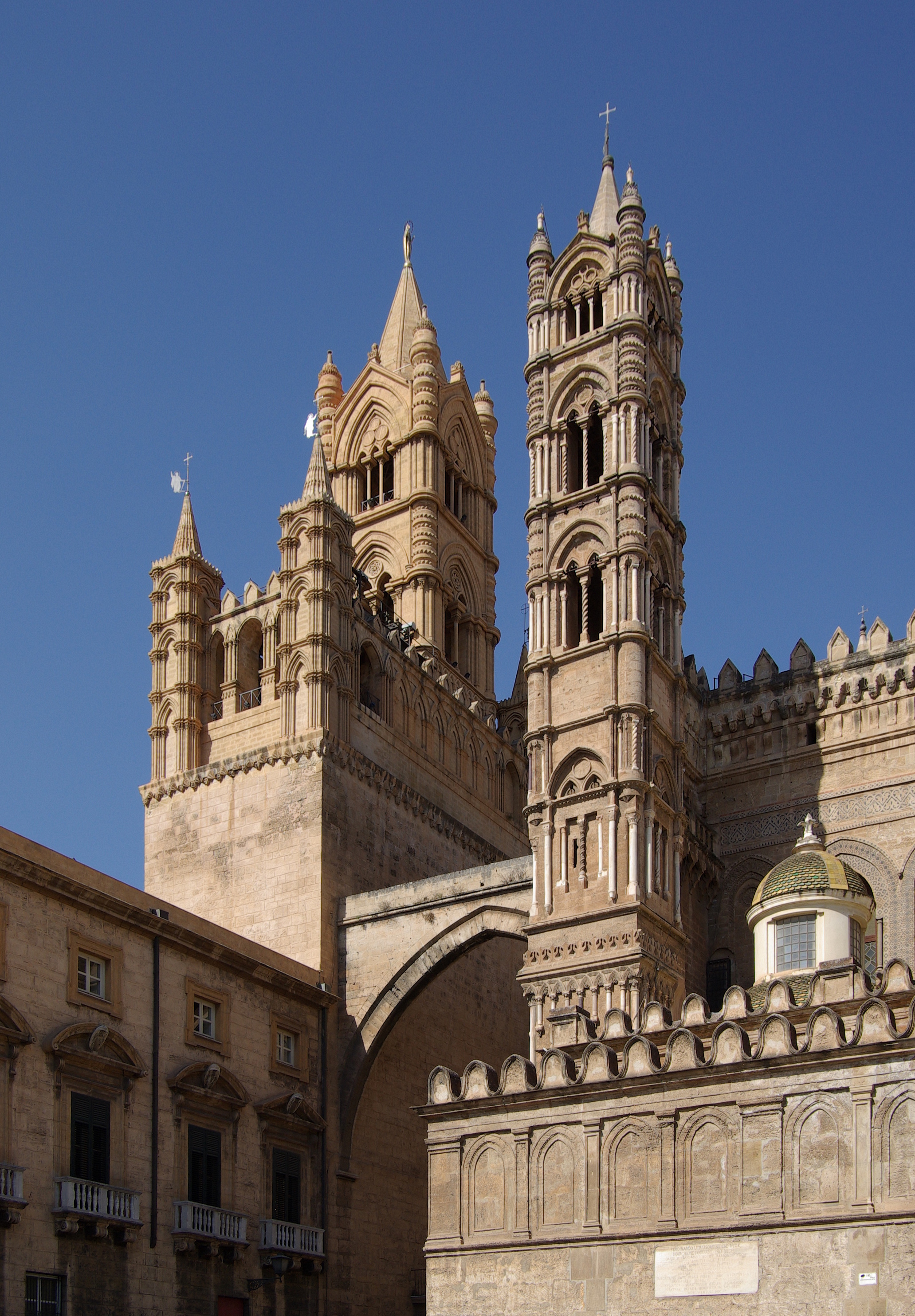
Catedral de Palerm.

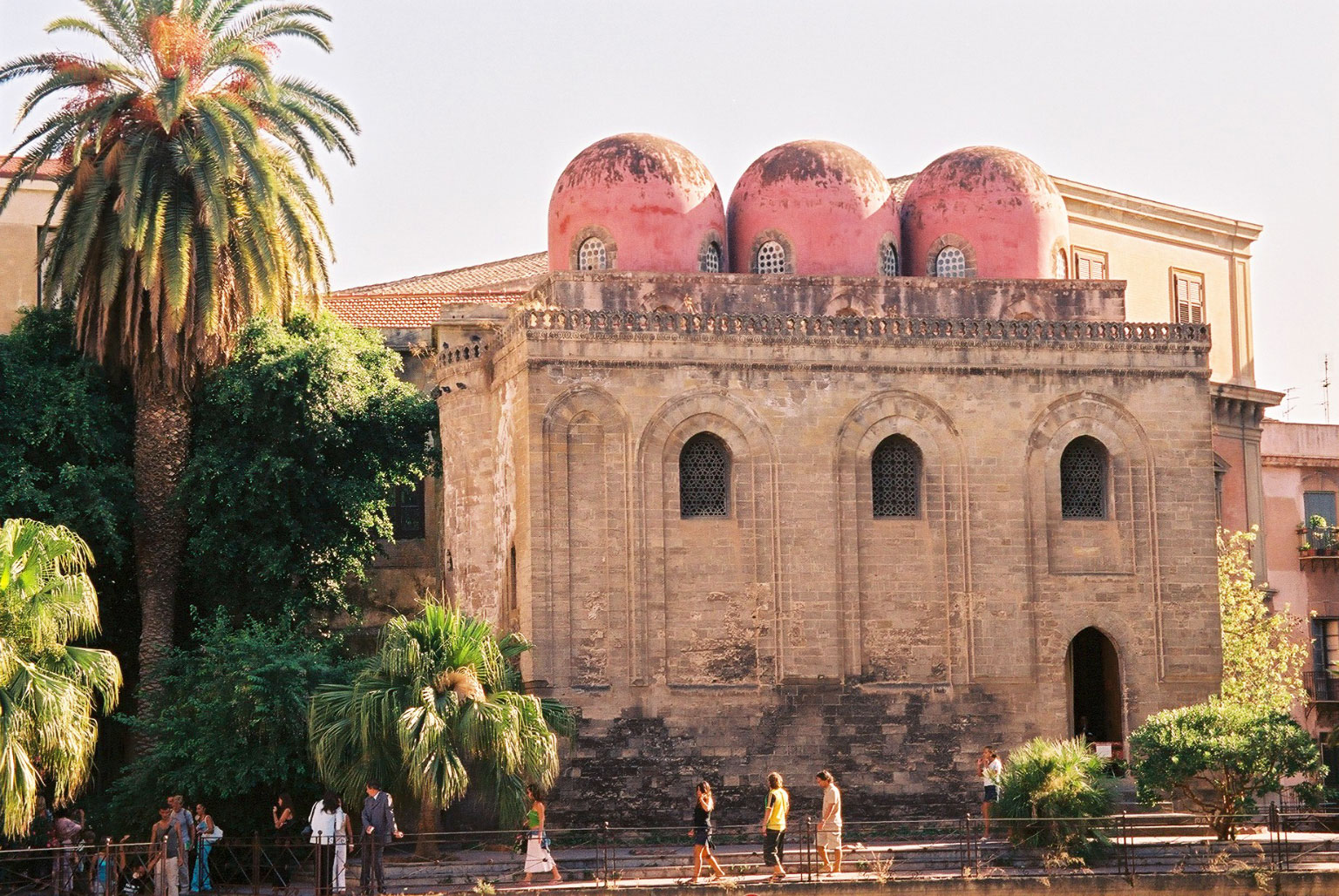
Església de Sant Cataldo.

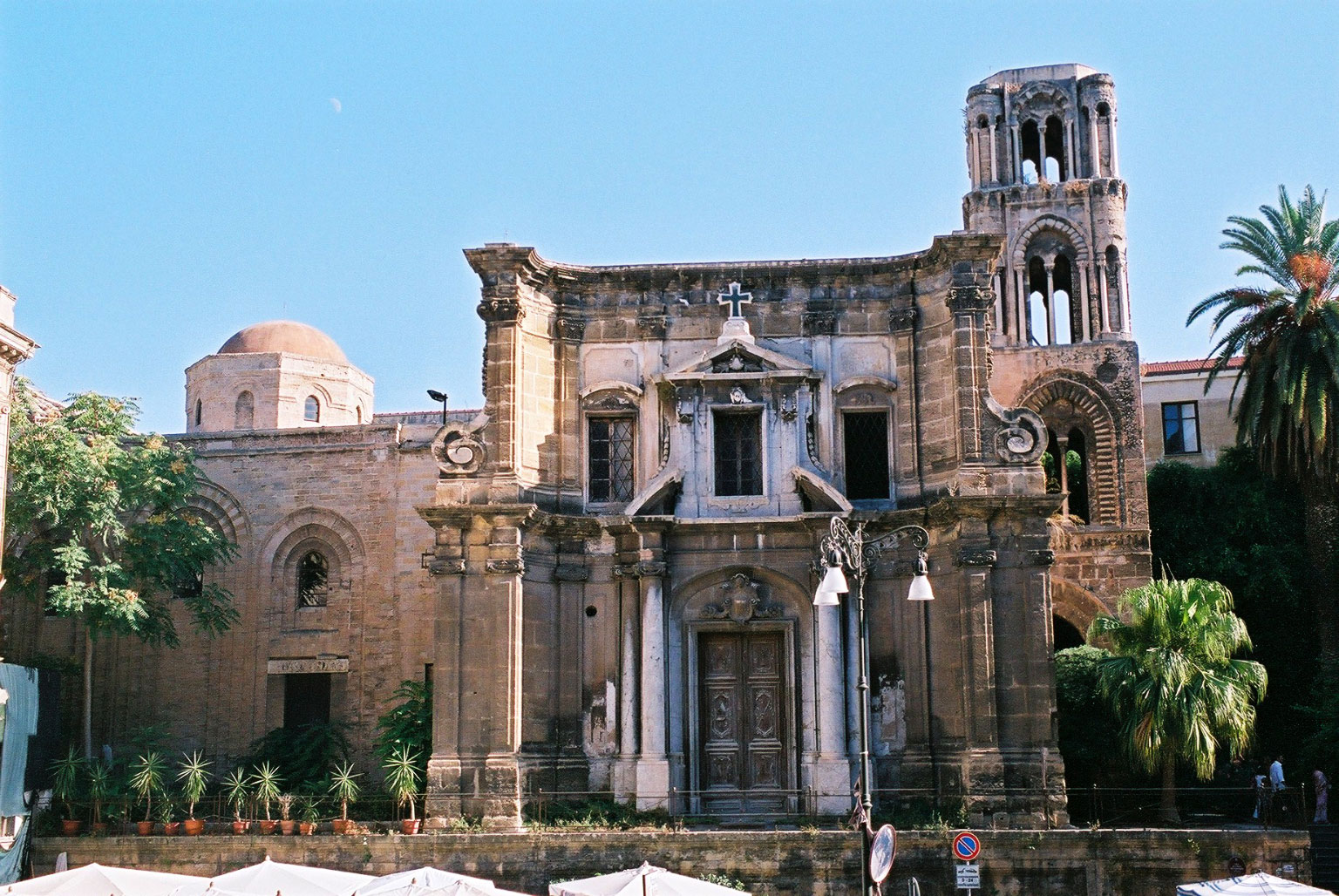
Chiesa della Martorana

- La Catedral de Palerm és la catedral de la ciutat i l'església principal. Es caracteritza pels seus diferents estils, per la seva construcció dilatada en el temps, amb addicions, alteracions i restauracions diverses, l'última de les quals fou en el segle xviii. La catedral s'ubica al Corso Vittorio Emanuele, cantonada amb Via Matteo Bonello.
- San Giovanni dei Lebbrosi
- San Giovanni degli Eremiti (Sant Joan dels Ermitans) és una església propera al Palau dels Normands. L'edifici destaca per les seves cúpules brillants, les quals mostren la influència àrab a Sicília durant la seva construcció, durant el segle xiii. El campanar és gòtic.
- La Chiesa della Martorana, també coneguda com a Santa Maria dell'Ammiraglio (Santa Maria de l'Almirall). L'església està annexada a la de San Cataldo i mira la a Piazza Bellini del centre de Palerm. L'edifici original es construí amb una planta de creu grega, planta comuna al sud d'Itàlia i a Sicília, una variació de l'església estàndard, pròpia de l'imperi romà d'Orient. Els tres absis es comuniquen directament amb les naus i no estan separats per cap espai o plataforma, a diferència del que era habitual en l'arquitectura romana d'Orient contemporània.[4] En la primera centúria de la seva existència l'església s'amplià en tres fases diferents: de primer, amb l'addició d'un nàrtex per allotjar-hi les tombes de Jordi d'Antioquia i la seva muller; després amb l'ampliació constituïda per un vestíbul i, finalment, amb la construcció d'un campanar centrat a l'oest. El campanar, ricament decorat amb tres ordres d'arcs i lògies amb finestres bipartides, encara serveix d’accés principal al temple. Un afegit posterior destacat és la façana barroca. A finals del segle xix patí una restauració historicista encaminada a tornar-li el seu estat original, però molts elements barrocs es mantenen.[5]
- San Cataldo, església situada a la Piazza Bellini. És un exemple significatiu d'arquitectura normanda. L'església és contigua a Santa Maria dell'Ammiraglio.
- Santa Maria della Gancia
- Santa Maria della Catena: construïda entre 1490 i 1520 i projectada per Matteo Carnilivari. El nom prové de la presència en un dels murs d'una cadena (en italià, catena) que tancava el port de Cala.
- San Giuseppe dei Teatini, d'estil barroc. Localitzada prop dels Quattro Canti, es considera un dels millors exemples del barroc sicilià a Palerm.
- Oratorio di San Lorenzo
- Oratorio del Rosario
- Santa Teresa alla Kalsa, nom derivat d'Al-Khalisa, paraula àrab que significa elegit. L'església, construïda entre els anys 1686 i 1706 sobre l'antiga residència de l'emir, és un exemple destacat de l'anomenat barroc sicilià. Té una única nau amb decoracions d'estuc de principis del segle xviii.
- Santa Maria dello Spasimo, que fou construïda el 1506 i després transformada en hospital. Per a aquesta església Rafael va pintar el seu famós quadre Il Spasimo, actualment conservat al Museu del Prado. Avui dia el temple és una ruïna a l'aire lliure, que acull concerts i exposicions.
- L'església del Gesú (Chiesa del Gesù), que fou construïda pels Jesuïtes el 1564 al centre de la ciutat. Posteriorment l'edifici es va engrandir, cap al 1591, i va arribar a ser un dels edificis més destacats del barroc sicilià, encara que conservant alguns trets de l'alt Renaixement. L'església fou malmesa greument en els bombardejos de l'any 1943, que en destruïren la major part dels frescos. L'interior és de planta de creu llatina amb una nau central i dues de laterals i es caracteritza per una decoració rica en marbres i estucs, especialment la capella de santa Anna. A la seva dreta hi ha la Casa Professa, amb un portal de 1685 i un claustre del segle xviii.
- L'església de Sant Francesc d'Assís fou construïda entre 1255 i 1277 en el lloc d'una església anterior i fou reformada en els segles XV, XVI, xviii i xix, l'últim cop després d'un terratrèmol. Després dels bombardejos de 1943, l'església es restaurà en el seu aspecte medieval. Així, l'interior és gòtic amb una nau central i dues de laterals, separades per dues files de pilars cilíndrics. Alguns dels capitells són renaixentistes, així com també ho són les portades laterals. L'església conserva escultures de la mà de Giacomo i Antonello Gagini i Francesco Laurana, a més d'un notable cor de fusta del segle xvi.
- L'església de la Magione (oficialment, l'església de la Trinitat), que és una altra església d'estil normand de la ciutat. Fundada el 1191 per Matteo d'Ajello, el qual la va donar en benefici dels monjos cistercencs.
- Església de Santa Eulàlia dels Catalans.

### Palaus i museus

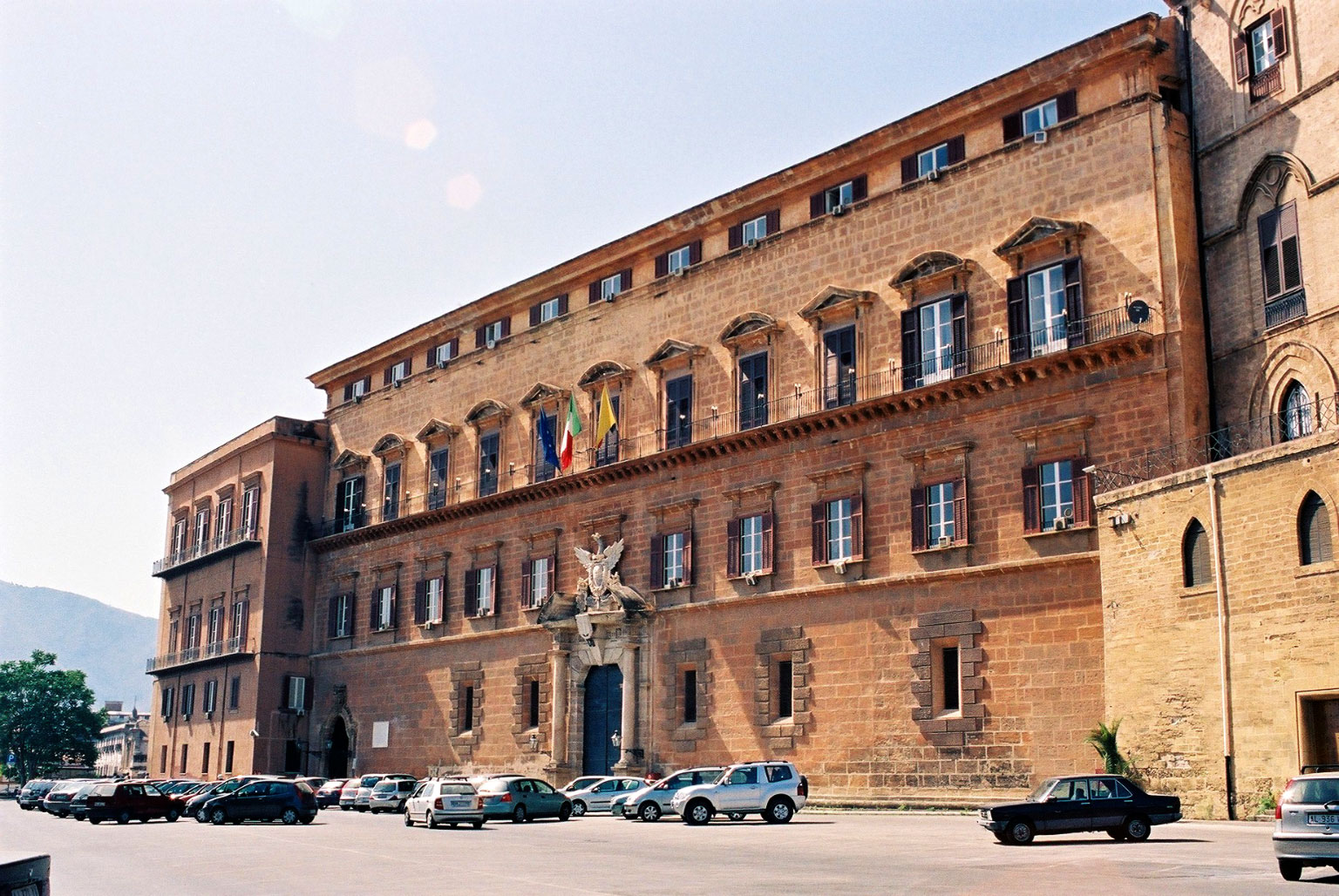
Palazzo dei Normanni, seu de l'Assemblea Regional de Sicília.

- Palazzo Natoli, Palau amb frescos de Gioacchino Martorana que narren els periples heroics de la dinastia mil·lenària de cavallers Natoli.
- Palazzo dei Normanni, un dels palaus italians més bells i un exemple notable d'arquitectura normanda, probablement construït sobre una fortalesa islàmica anterior. En el seu interior allotja la coneguda Capella Palatina.
- Zisa (1160) i Cuba, grans fortaleses-palau utilitzades pels reis de Palerm per a la caça. El Palau de Zisa allotja el Museu Islàmic.
- Palazzo Chiaramonte Steri
- Palazzo Abatellis, conté la Galeria Regional. Construït en el segle xv pel prefecte de la ciutat, Francesco Abatellis. És un edifici d'aparença massissa però també elegant, característic del gòtic català, amb influències renaixentistes. Algunes de les peces més valuoses de la galeria són el bust d'Elionor d'Aragó obra de Francesco Laurana (1471), el Tríptic Malvagna (c. 1510) de Jan Gossaert i el famós quadre l'Annunziata d'Antonello da Messina. La museïtzació fou dissenyada per l'arquitecte Carlo Scarpa.
- El Palazzo Ajutamicristo
- El Museu Arqueològic Regional Antonio Salinas és un dels principals museus italians, amb peces etrusques, cartagineses, romanes i hel·lenístiques. El museu exposa totes les parts decoratives dels temples sicilians de Segesta i Selinunt.

### Teatres
- El Teatro Massimo ("Gran Teatre") inaugurat el 1897. Tancat per restauració entre els anys 1974 i 1997, actualment està en bon estat i amb un programa d'activitats ben actiu. Enrico Caruso va cantar en una representació de La Gioconda durant la temporada d'obertura, i va tornar-hi per un Rigoletto ja al final de la seva carrera. És el teatre més gran d'Itàlia i el tercer d'Europa.
- El Teatro Politeama, construït entre 1867 i 1874.

- Teatro Massimo, teatre d'òpera.
- Teatre Politeama.

### Places
- Els Quattro Canti (els quatre cantons) és una petita plaça en l'encreuament de dos antics carrers (actualment Corso Vittorio Emanuele i Via Maqueda) que divideixen la ciutat en diferents barris (mandamenti). Els edificis de les cantonades tenen façanes obliqües, cosa que fa que la plaça tingui una aparença quasi octogonal.
- La Piazza Pretoria es planificà en el segle xvi. Propera als Quattro Canti, és on s'ubica la font homònima, obra de Francesco Camilliani, la Fontana Pretoria.

- La Fontana Pretoria a la Piazza Pretoria.
- Els Quattro Canti.
- Plaça Quattro Canti, de les quatre cantonades, decorades amb estàtues i fonts barroques.

### Altres llocs d'interès

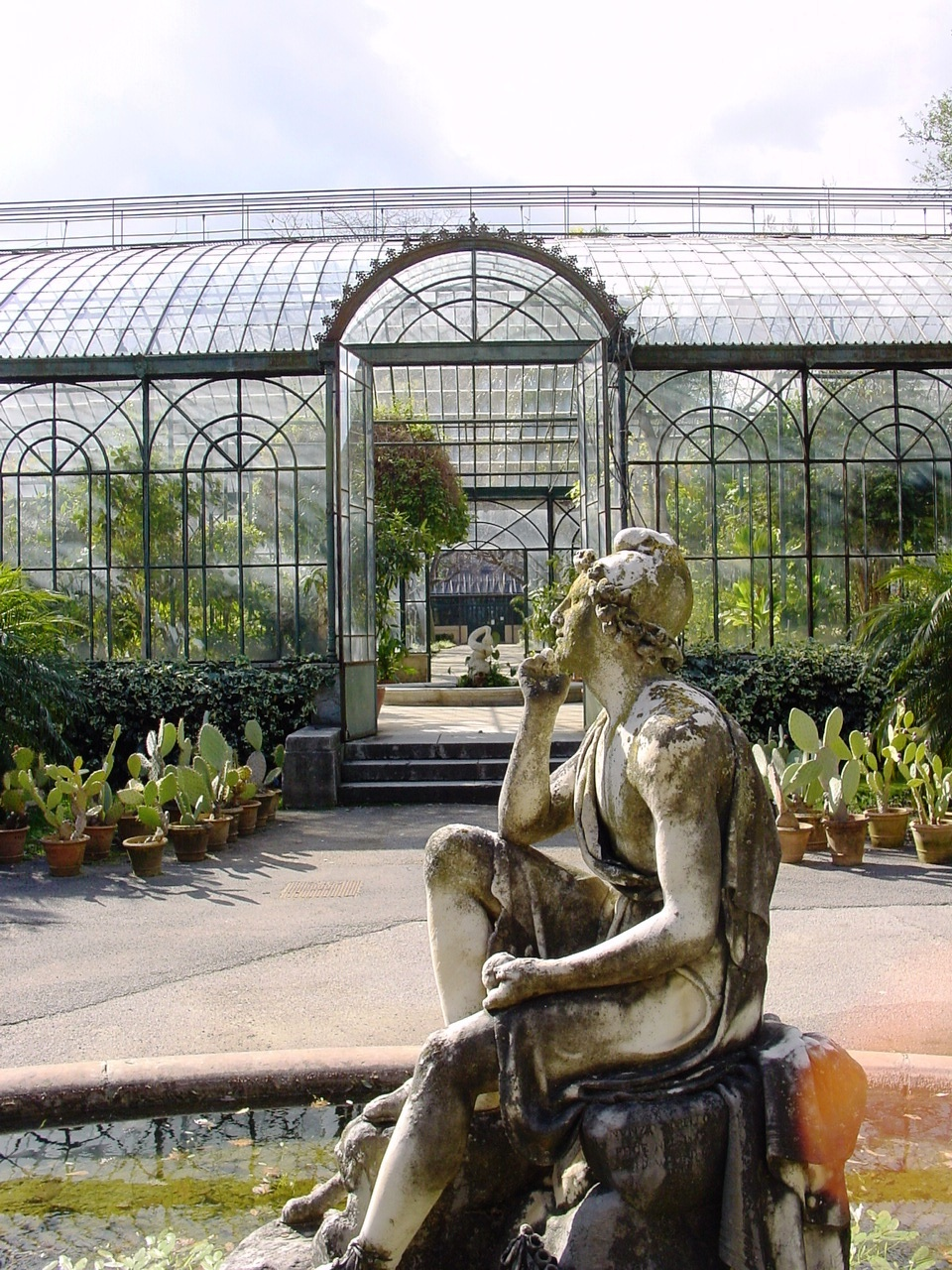
Orto botanico di Palermo: the Winter Garden greenhouses.

La catedral té un heliòmetre de l'any 1690, un dels construïts a Itàlia entre els segles xvii i XVIII.
L'Orto botanico di Palermo (jardí botànic) es fundà el 1785 i és el més extens d'Itàlia, amb una superfície de 10 ha.
Un lloc d'interès són les Catacombes dels Caputxins, amb molts cossos momificats en diferents estats de conservació.
Prop de la ciutat hi ha el Monte Pellegrino, de 600 metres, des del qual podem contemplar grans vistes panoràmiques de la ciutat, les muntanyes que l'envolten i la mar.

## Transports i comunicacions

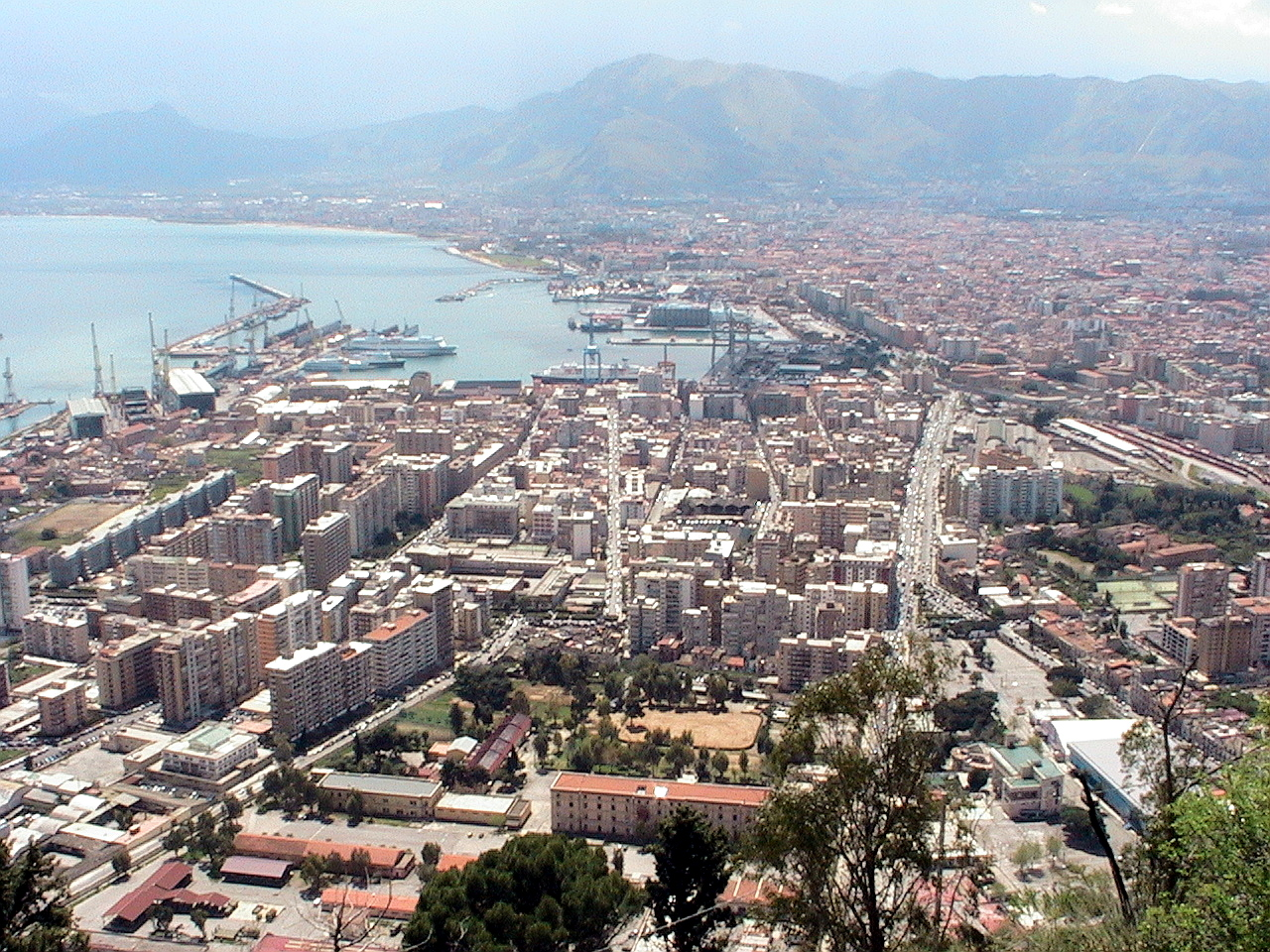
Vista panoràmica de Palerm

Palerm té un important port en el golf homònim damunt la mar Tirrena, que el comunica, per exemple, amb Càller, Gènova, Tunis i Nàpols. Té l'aeroport internacional de Punta Raisi, el Falcone-Borsellino.

## Fills il·lustres o notables
- Francesco Brancati (1607-1671), jesuïta, missioner a la Xina.[7]
- Michelle Saladino (1835-1912), compositor.
- Antonio Canepa, fundador de l'EVIS.
- Ivan Mane Jarnović, compositor i violinista.
- Giovanni Falcone, magistrat assassinat per la Màfia l'any 1992, junt amb cinc escortes.
- Paolo Borsellino, magistrat assassinat per la Màfia l'any 1992, junt amb la seva esposa i tres escortes.
- Sergio Mattarella, polític, actual President de la República d'Itàlia.
- Mario Balotelli, futbolista.
- Salvatore Schillaci, futbolista.
- Michele de Franchis (1875-1946), matemàtic.
- Francesco Cantelli (1875-1966), matemàtic.
- Pia Nalli (1886-1964), matemàtica, primera dona a ser catedràtica de matemàtiques a Itàlia